# 度胸時代
『度胸時代』（どきょうじだい）は、CBC制作、TBS系列にて1974年4月7日から9月29日まで毎週日曜22:00～22:30に放送された時代劇ドラマである。全26回。CBCが初めて製作したゴールデンタイムのドラマであった。
市政に生きているが、本来は大名の世継ぎである人間を守る、隠密の太郎左、義賊の百夜の弥吉の活躍を、恋物語を交えて描いた作品である。この作品で田村正和は、これまでと大きく異なる役柄となる、ちゃきちゃきの江戸っ子を初めて演じた。

## キャスト
- 太郎左：山口崇
- 百夜の弥吉：田村正和
- しの：新藤恵美
- お柳：中山麻理
- 文雅堂：三木のり平
- 左右吉：水野哲
- 金子信雄
- 竜道寺弦吾：寺田農
- 横内正
- 加藤嘉
- 小山明子
- 西村晃
- 多島権九郎：菅貫太郎
- 中村孝雄
- 金田龍之介
- 沼田曜一
- 石田信之
- 上村香子
- 小鹿番
- ナレーター：石坂浩二

## スタッフ
- 原作：柴田錬三郎
- 脚本：小野田勇
- 演出：住田明美
- 殺陣: 宮内昌平[1]